# 中西智海
中西 智海（なかにし ちかい、1934年1月27日 – 2012年4月20日）は、日本の仏教学者・真宗学者。相愛大学名誉教授,学長。浄土真宗本願寺派 勧学。浄土真宗本願寺派西光寺前住職。富山県生まれ。

## 略歴
- 1934年 富山県氷見市に生まれる
- 1961年 龍谷大学大学院文学研究科博士課程修了
- 1961年 龍谷大学講師に就任
- 1988年 相愛大学･相愛女子短期大学の助教授、教授を経て、学長を6年間務める
- 1995年 中央仏教学院院長。その間、1年間ブラジルに渡り、南米開教区開教総長を兼任
- 2001年 本願寺築地別院（築地本願寺）輪番に就任(2004年まで)、浄土真宗本願寺派首都圏宗務総合センター所長を兼任
- 2012年4月20日 大阪市内の自宅で死去[2]

## 著書
- 歎異抄を学ぶ　(講談社 1987)
- 真実を求めて 現代の真宗 10　(弥生書房 1980)
- 現代真宗聖語慣用語法話活用大事典 上　(四季社 2009)
- 浄土真宗 改訂新版 よくわかる仏事の本　(永田文昌堂 2005)
- 顕浄土真仏土文類講讃 (四季社 2009)
- 現代真宗聖語慣用語法話活用大事典 上 (四季社 2009)
- 歎異抄・正信偈・和讃傍訳原書で知る仏典シリーズ 親鸞 (四季社 2006)
- 仏教と人間: 中西智海先生還暦記念論文集 (永田文昌堂 1994) 中西智海先生還暦記念論文集刊行
- 一色一光　中西智海先生喜寿記念文書 (永田文昌堂 2011)

### 共著
- 浄土真宗 保存版 わが家の仏教　(四季社 2004) 池田勇諦共著
- 真宗法要法話365日大事典 毎日が伝道　(四季社 2010) 池田勇諦共著
- 現代に生きる『教行信証』名句1分3分5分法話集成 下　(四季社 2009) 池田勇諦共著
- 現代に生きる『教行信証』名句1分3分5分法話集成 上　(四季社 2008) 池田勇諦共著
- 三宝を敬う 聖徳太子の仏教精神に学ぶ (自照社出版 2011) 梯實圓共著
- 浄土三部経のこころ (自照社出版 2010) 梯實圓共著
- 正信偈のこころ (自照社出版 2009) 梯實圓共著
- 親鸞聖人と承元の法難 (自照社出版 2008) 梯實圓共著
- 『歎異抄』のあじわい 第一条、第二条、第四条より (自照社出版 2007) 梯實圓共著
- お念仏のこころ  (自照社出版 2005) 梯實圓共著
- ご本願のすくい  (自照社出版 2006) 瓜生津隆真共著
- 人間・歴史・仏教の研究  中西智海先生喜寿記念文書(永田文昌堂 2011)。「往生浄土」の誤解と理解
- 三宝を敬う　聖徳太子の仏教精神に学ぶ  (自照社出版 2011) 梯實圓・瓜生津隆真共著、芦屋仏教会館編

### 論文
- CiNii>中西智海
- INBUDS>中西智海